# Laure Hayman
Laure Hayman, née le 12 juin 1851 à Valparaíso (Chili) et morte le 22 avril 1940 dans le 8e arrondissement de Paris, est une sculptrice, salonnière et demi-mondaine française.

## Biographie

### Jeunesse et famille
Fille naturelle de François Bernard Marie Hayman et de Julie Augustine Clairet, Laurence Marie Charlotte Hayman voit le jour à Valparaíso en 1851. Elle naît dans l'hacienda de la Mariposa, au pied de la cordillère des Andes où son père est alors ingénieur. Elle a des origines belges, françaises, créoles et anglaises, et descend du peintre Francis Hayman (1708-1776), le maître de Thomas Gainsborough. Son père est un négociant, fils d'un consul anglais à Gand, ville où il est né en 1824 ; sa mère est née en 1829 à Montrouge. Tous deux se marient dans cette commune en 1858, légitimant ainsi leur fille.
En 1869, Laure Hayman donne naissance chez elle, 5 rue Treilhard à Paris, à un fils naturel, né de père non dénommé et baptisé Joseph Edmond Romaric. L'année suivante, l'enfant est officiellement reconnu par sa mère,. Une semaine plus tard, Albert Jean Baptiste Edmond Romaric David, lieutenant au 2e régiment de voltigeurs de la Garde impériale et frère de Marie-Charles David de Mayrena, le reconnaît à son tour et lui donne son nom.
En septembre 1871, Mme Hayman mère décède chez elle à Paris, au 2, rue Maleville. Son mari est alors dit « absent sans nouvelles ». Le mois suivant, Laure Hayman et son concubin, établis à la même adresse, ont un second fils hors mariage, prénommé Jean Baptiste Albert Henri. L'enfant meurt à l'âge de 13 mois, au domicile d'un scieur de long de Nogent-l'Artaud chez qui il vivait.
Joseph Edmond David meurt à l'âge de 31 ans, en 1900 à Paris,. Il est inhumé deux jours plus tard au cimetière du Père-Lachaise (division 81).
Albert Jean Baptiste Edmond Romaric David, qui s'était marié de son côté en 1885, meurt en 1914.

### La courtisane
Après une enfance assez libre, Laure Hayman doit gagner sa vie à la mort de son père[Information douteuse] et devient une courtisane, encouragée par sa mère. Quelques réussites spectaculaires la lancent.
Parmi ses amants figureraient le duc d'Orléans, Charles de La Rochefoucauld duc d'Estrées, le roi de Grèce, Charles-Egon IV de Fürstenberg, Louis Weil (grand-oncle maternel de Marcel Proust) et Adrien Proust, le père de Marcel. Le seul qu'elle aima vraiment aurait été le prince Alexis Karageorgevich (en), prétendant au trône de Serbie et, selon Eugénie Buffet, elle passait « une bonne partie de son temps et de ses loisirs à se fâcher et à se raccommoder avec son plus fervent adorateur ». Elle vit des libéralités du financier Raphaël Bischoffsheim. Ses fréquentations lui valent le surnom de « déniaiseuse des ducs ».
Elle a également une relation avec Mimi Pegère (une Haïtienne surnommée « la comtesse noire »), avec laquelle elle a vécu,.
En 1873, Laure Hayman fait l'objet d'une fiche dans un registre de la préfecture de police de Paris, recensant les « dames galantes » de la capitale. Sous le nom de Laure Eymann, elle est ainsi décrite par les inspecteurs de la brigade des mœurs : 

« Elle demeure rue du Faubourg-Saint-Honoré, 85, au 5e étage.
C'est une assez jolie femme, grande, mince, et très élégante.
Elle a un petit garçon âgé de 5 ans.
Son entreteneur en titre est Monsieur de Pansey député.
Elle était aux dernières courses du Hâvre avec lui, Blanche Bertin et le duc Hamilton.
On prétend qu'elle n'est pas sans faire des infidélités à M. de Pansey, et qu'elle chercherait même en ce moment à avoir des relations intimes avec le duc Hamilton, afin d'obtenir de lui une somme assez importante dont elle aurait besoin. »

### L'amie des artistes
Son salon situé dans un petit hôtel particulier parisien au 4, rue La Pérouse est l'un des plus brillants de l'époque. Il est fréquenté, entre autres, par Marcel Proust, Paul Bourget et Jacques-Émile Blanche. Elle déménage ensuite au 34, avenue du Président-Wilson.
Laure Hayman rencontre Marcel Proust en 1888 (il a 17 ans). L'écrivain restera un ami intime et un familier de son salon. Elle le surnommera d'ailleurs « son petit Saxe psychologique ». Dans À la recherche du temps perdu, Odette de Crécy serait inspirée de Laure Hayman, qui aurait également inspiré Proust pour Mademoiselle Sacripant. En 1928, la correspondance entre l'écrivain et Laure Hayman, ainsi qu'avec Louisa de Mornand, est mise aux enchères à l'hôtel Drouot. La dernière lettre de Proust à Laure Hayman, « considérée comme un document unique fourni par l'écrivain sur [...] Odette de Crécy », est vendue 4 000 francs. Dans ce courrier, Proust se défend fermement de s'être inspiré de Laure Hayman pour élaborer son personnage. À l'occasion de cette vente est édité le recueil Lettres et vers à Mesdames Laure Hayman et Louisa de Mornand.
Paul Bourget — dont Laure Hayman fut sans doute la maîtresse — la prend pour modèle dans une nouvelle, sous le nom de Gladys Harvey. En octobre 1888, Laure Hayman en donne un exemplaire à Marcel Proust, relié avec la soie d'un de ses jupons et dédicacé d’une mise en garde : « Ne rencontrez jamais une Gladys Harvey ».
Elle tente de proposer des œuvres de Gustave Jacquet et Julius LeBlanc Stewart pour le musée du Louvre.

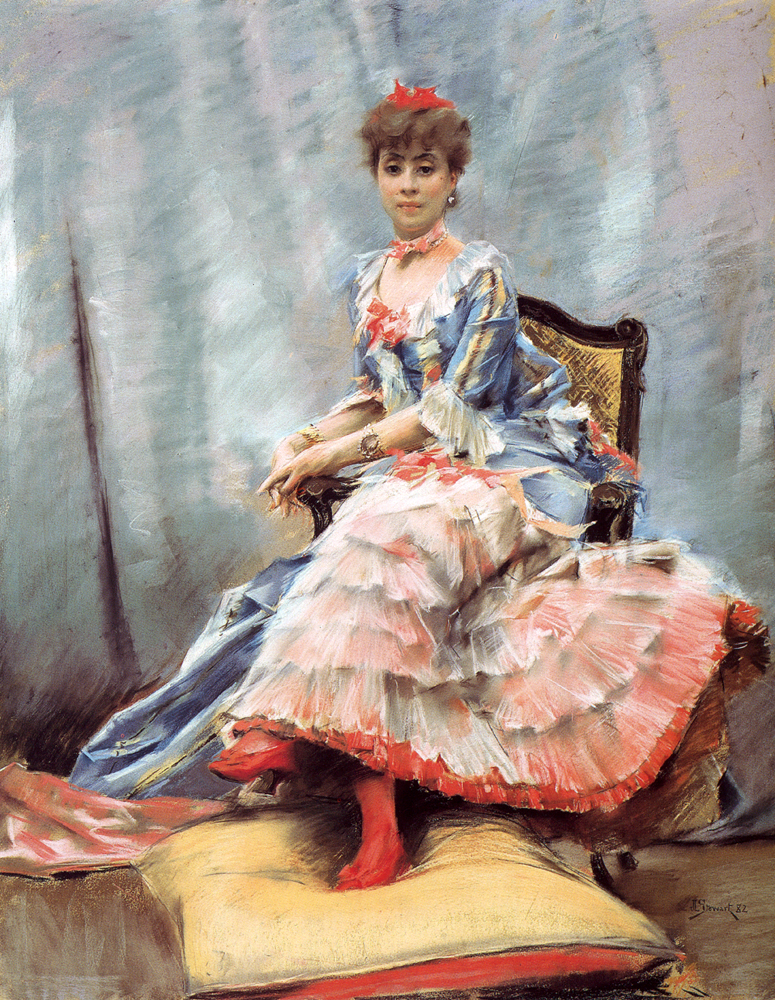
Portrait de Laure Hayman (1882), attribué à Julius Leblanc Stewart, localisation inconnue.
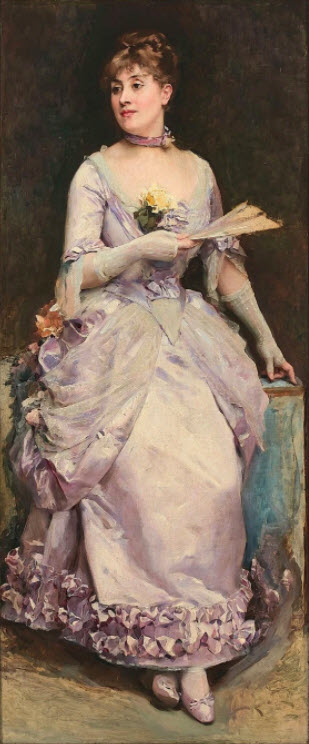
Portrait de Laure Hayman (vers 1880), Raimundo de Madrazo y Garreta, Fundación María Cristina Masaveu (Madrid).

### La sculptrice

Sculptures de Laure Hayman
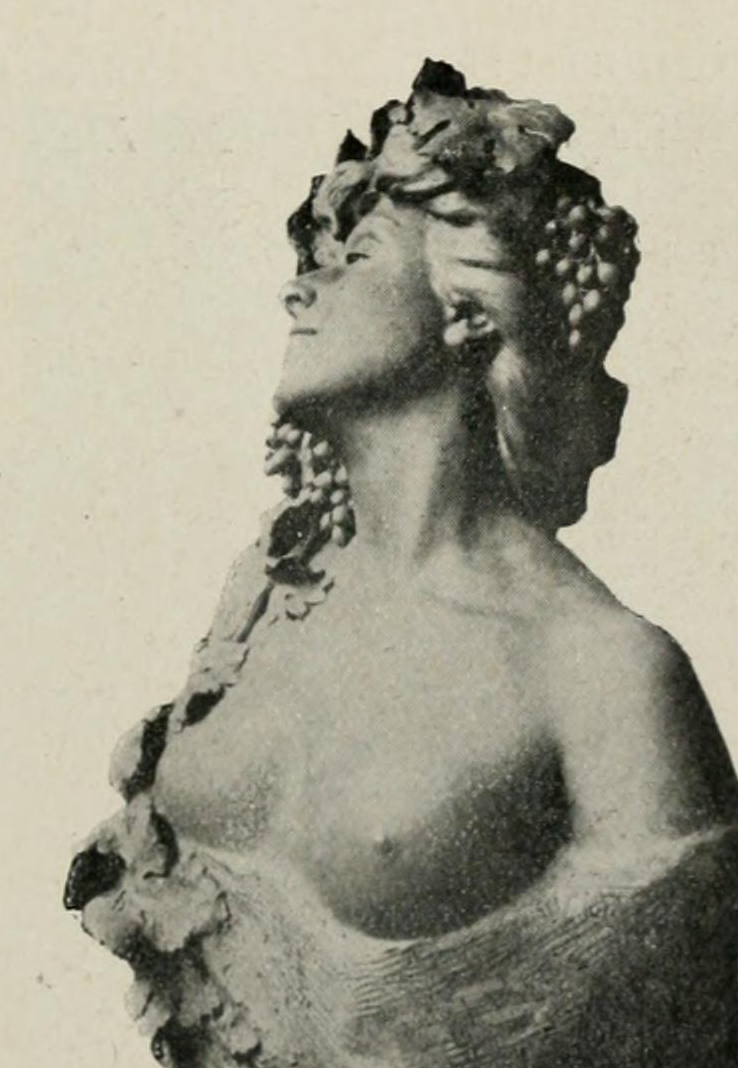
Femme aux raisins, (Salon de 1907), localisation inconnue.
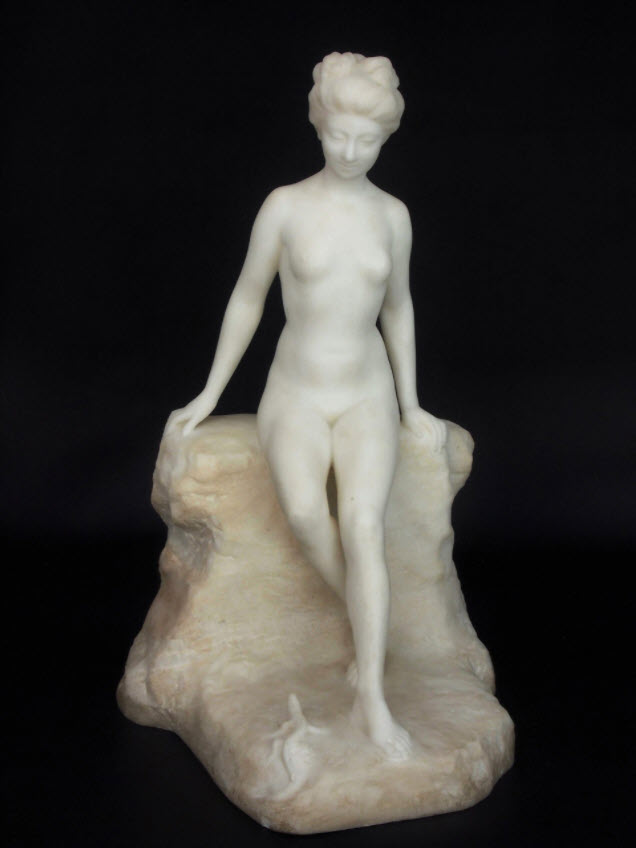
Sculpture sur marbre, 1910, localisation inconnue.

Laure Hayman pratique la sculpture avec un intérêt pour les bustes, puis pour les sujets à thèmes orientalistes. Elle expose à Paris au Salon d'automne de 1905, ce qui lui permet d’acquérir une notoriété. Elle expose ses œuvres à la galerie Georges Petit à Paris du 3 au 15 novembre 1913. Elle est également collectionneuse de porcelaine de Saxe.
De nombreux artistes de son époque, comme Isadora Duncan et Gertrude Norman (en), posent pour ses sculptures. Elle modèle également elle-même des figurines de cire pour la manufacture de Sèvres ou en collaboration avec Émile Decœur.

### Fin de vie
En 1936, par le biais d'une vente aux enchères à l'hôtel Drouot, Laure Hayman se sépare d'une partie de son patrimoine, dans laquelle figurent certaines de ses propres sculptures, mais aussi des meubles et objets d'art. En 1938, elle fait don au musée Carnavalet d'un ensemble comprenant « robe, jupe, corsage et corset, époque 1890 ». À cette époque, elle fait l'objet d'un dossier dans le Fichier central de la Sûreté nationale, dit fonds de Moscou.
Laure Hayman meurt en 1940, à 88 ans, à son domicile parisien du 11 rue Balzac. Elle est inhumée trois jours plus tard au cimetière du Père-Lachaise (division 81), aux côtés de son fils aîné.

## Expositions
- Exposition Laure Hayman, exposition de sculptures, galeries Georges-Petit, Paris, 1913.
- Souvenirs de Laure Hayman, hôtel littéraire Le Swann, Paris, 2020[38].
- Marcel Proust, un roman parisien, musée Carnavalet, Paris, 2022.